# Oliver Sheppard
Oliver Sheppard (Cookstown, 1865 – 14 settembre 1941) è stato uno scultore irlandese.

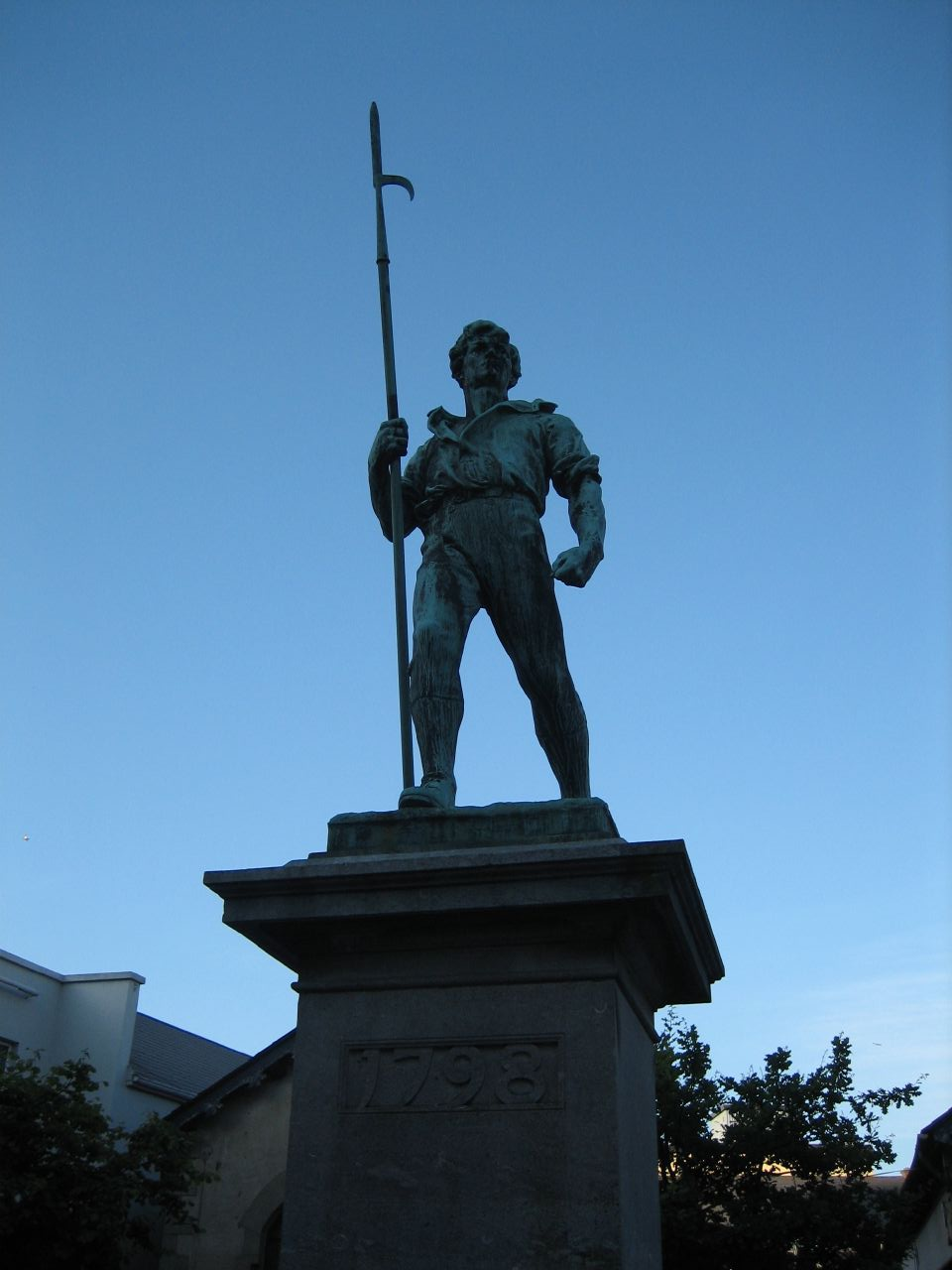

Tra le sue opere più note si ricorda un bronzo del 1911 raffigurante l'eroe mitologico Cuchullain che muore in battaglia.